# Kinuko Kubota
Kinuko Kubota (10 février 1913 à Sado - 24 décembre 1985) est une juriste japonaise spécialiste de droit constitutionnel, professeure de la faculté de droit de l'Université Rikkyō et de l'Université Tōhoku gakuin. Elle est nommée représentante du gouvernement à l'Assemblée générale des Nations unies trois fois. Ses domaines d'expertise incluent la Constitution des États-Unis et le droit à la vie privée,,.

## Liens
- Notices d'autorité :   - VIAF
  - ISNI
  - LCCN
  - Japon
  - WorldCat